# Atak na Resorts World Manila w Pasay
Atak na Resorts World Manila w Pasay – atak, który miał miejsce 2 czerwca 2017 w mieście Pasay w zespole miejskim Manili na Filipinach.

## Przebieg
Do zdarzenia doszło w kasynie kompleksu rozrywkowego Resorts World Manila. Krótko po północy zamaskowany napastnik oddał strzały, po czym polał benzyną i podpalił stoliki do pokera i krzesła, a następnie ukradł żetony warte ok. 2 miliony dolarów. W zdarzeniu zginęło 38 osób, a ponad 70 odniosło obrażenia. Większość ofiar (36) udusiło się gęstym toksycznym dymem w czasie paniki wywołanej atakiem. Sprawca ataku popełnił samobójstwo uciekając przed policją, a jedna osoba zmarła prawdopodobnie z powodu zawału serca. Początkowo przypuszczano, że był to atak terrorystyczny, ale na podstawie nagrań z monitoringu policja ustaliła, że do ataku doszło na tle rabunkowym.